# Kanton Nogent-sur-Seine
Kanton Nogent-sur-Seine (fr. Canton de Nogent-sur-Seine) je francouzský kanton v departementu Aube v regionu Grand Est. Tvoří ho 23 obcí. Před reformou kantonů 2014 ho tvořilo 16 obcí.

## Obce kantonu
od roku 2015:
| - Barbuise - Bouy-sur-Orvin - Courceroy - Ferreux-Quincey - Fontaine-Mâcon - Fontenay-de-Bossery - Gumery - La Louptière-Thénard - Marnay-sur-Seine - Le Mériot - Montpothier - La Motte-Tilly | - Nogent-sur-Seine - Périgny-la-Rose - Plessis-Barbuise - Pont-sur-Seine - Saint-Aubin - Saint-Nicolas-la-Chapelle - La Saulsotte - Soligny-les-Étangs - Traînel - Villenauxe-la-Grande - La Villeneuve-au-Châtelot |

před rokem 2015:
| - Bouy-sur-Orvin - Courceroy - Ferreux-Quincey - Fontaine-Mâcon - Fontenay-de-Bossery - Gumery - La Louptière-Thénard - Marnay-sur-Seine | - Le Mériot - La Motte-Tilly - Nogent-sur-Seine - Pont-sur-Seine - Saint-Aubin - Saint-Nicolas-la-Chapelle - Soligny-les-Étangs - Traînel |